# Санторо, Мигель Анхель
Мигель Анхель Санторо (исп. Miguel Ángel Santoro; род. 27 февраля 1942, Саранди) — аргентинский футболист, вратарь.

## Клубная карьера
Санторо в 343 матчах защищал ворота аргентинского клуба «Индепендьенте» между 1962 и 1974 годами, став таким образом рекордсменом среди вратарей по матчам, проведённым за этот клуб. С «Индепендьенте» Санторо стал обладателем 10 титулов: 4 в чемпионате Аргентины, 4 Кубка Либертадорес, Межконтинентальный кубок и Межамериканский кубок.
После Чемпионата мира 1974 года Санторо был продан в испанский Эркулес, за который выступал до завершения футбольной карьеры в 1977 году.

## Международная карьера
Санторо попал в состав сборной Аргентины на Чемпионате мира 1974 года. Однако из 6-и матчей Аргентины на турнире он не появился ни в одном из них, будучи резервным голкипером.

## Достижения

### Клубные
Индепендьенте
- Чемпионат Аргентины (4): Метрополитано 1963 (чемпион), Насьональ 1967 (чемпион), Метрополитано 1970 (чемпион), Метрополитано 1971 (чемпион)
- Кубок Либертадорес (4): 1964 (победитель), 1965 (победитель), 1972 (победитель), 1973 (победитель)
- Межконтинентальный кубок (1): 1973 (победитель)
- Межамериканский кубок (1): 1973 (победитель)